# Triticellidae
Triticellidae is een familie van mosdiertjes (Bryozoa) uit de orde van de Ctenostomatida.  De wetenschappelijke naam ervan is in 1873 voor het eerst geldig gepubliceerd door Sars.

## Geslachten
- Triticella Dalyell, 1848
- Triticellopsis Gautier, 1961